# Staré Smrkovice
Staré Smrkovice (en allemand : Alt Smirkowitz) est une commune du district de Jičín, dans la région de Hradec Králové, en Tchéquie. Sa population s'élevait à 255 habitants en 2022.

## Géographie
Staré Smrkovice se trouve à 11 km à l'ouest-sud-ouest de Hořice, à 15 km au sud-est de Jičín, à 28 km au nord-ouest de Hradec Králové et à 81 km au nord-est de Prague.
La commune est limitée par Nevratice et Chomutice au nord, par Ohnišťany à l'est et au sud-est, par Smidary au sud-ouest et par Vysoké Veselí à l'ouest.

## Histoire
La première mention écrite de la localité date de 1347.

## Galerie

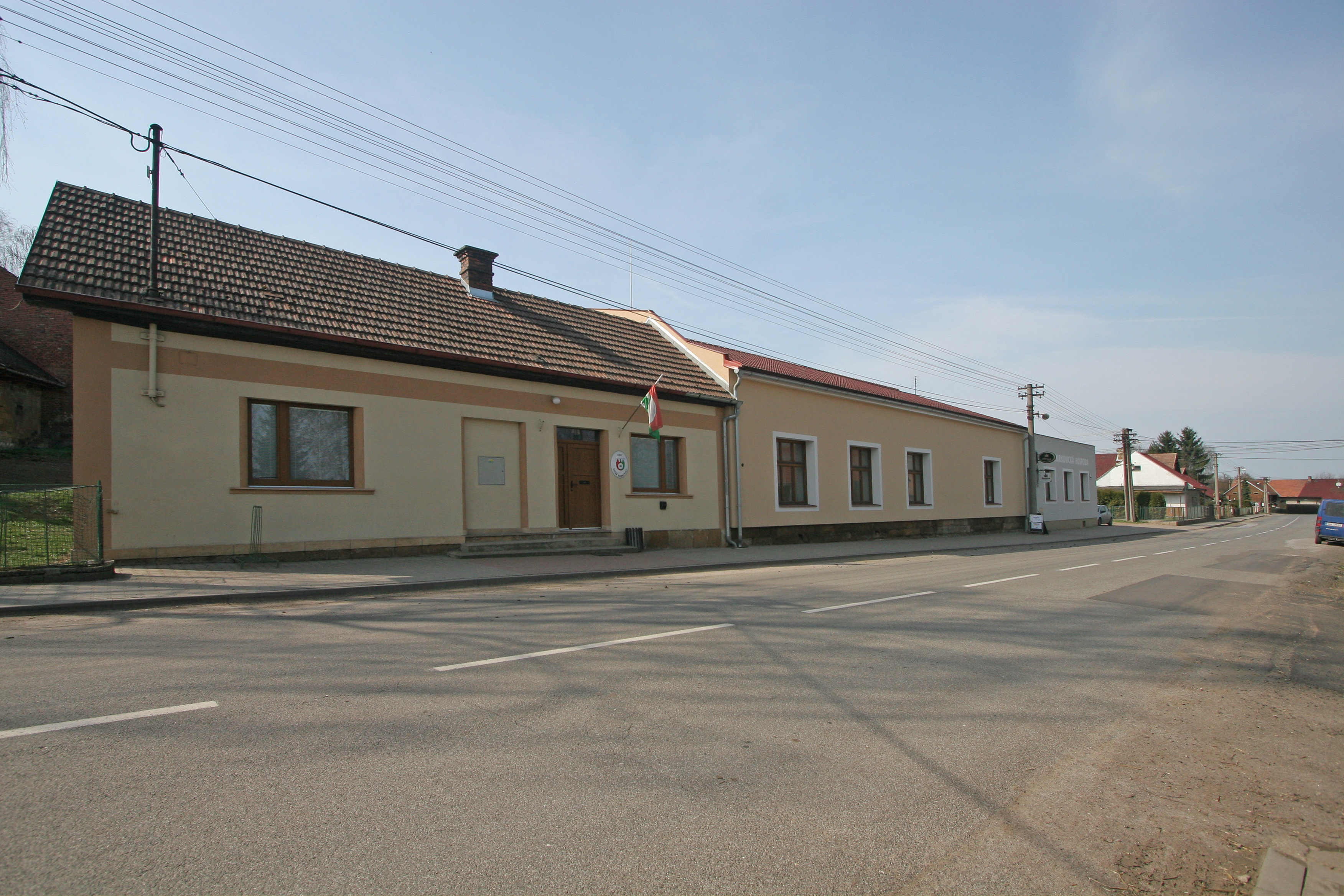
Staré Smrkovice : la mairie.
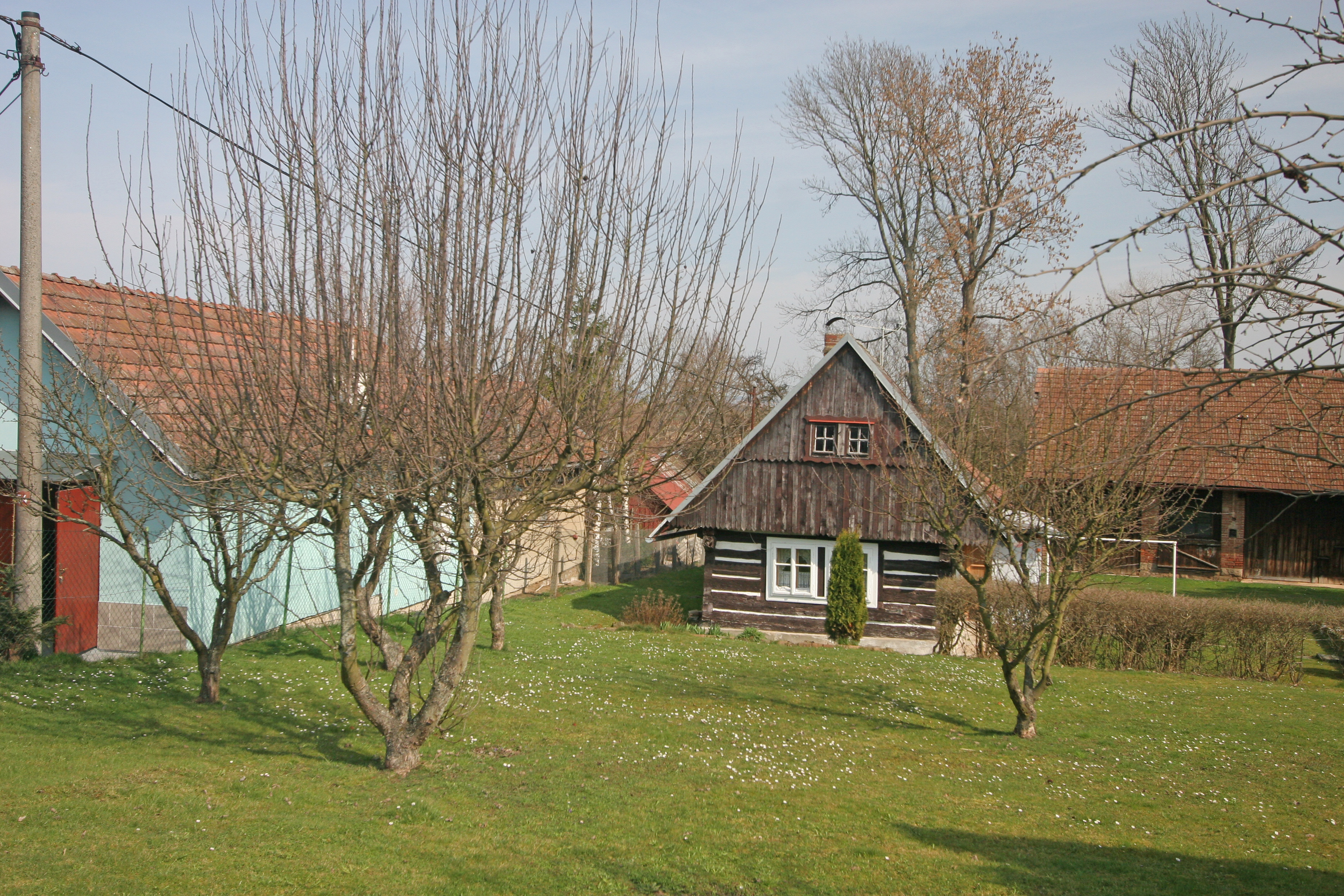
Maison à Staré Smrkovice.

## Transports
Par la route, Staré Smrkovice se trouve à 4,5 km de Jičín, à 34 km de Hradec Králové et à 104 km de Prague. 